# Amber Bradley
Amber Bradley, avstralska veslačica, * 19. maj 1980, Wickham, Zahodna Avstralija.